# Geneviève de Gramont
Geneviève de Gramont (Parigi, 28 luglio 1751 – Parigi, 26 luglio 1794) è stata una nobildonna francese.

## Biografia

### Famiglia
Era la figlia del conte Antoine-Adrien-Charles de Gramont, nipote di Étienne François de Choiseul, e di sua moglie, Marie-Louise-Sophie de Fuc. Attraverso suo fratello Antoine de Gramont, era la cognata di Aglaé de Polignac, figlia di Yolande de Polastron.

### Matrimonio
Sposò, il 26 gennaio 1766, il marchese Charles-Pierre-Iacent d'Ossen (2 febbraio 1750 - 7 aprile 1790), maresciallo di campo. Ebbero una figlia, Sophie-Pauline d'Ossen (1772-1845), che sposò Louis-Joseph Nompar de Caumont.

### Dama d'onore
Il 26 maggio 1781, fu nominata dame d'atour della regina in successione a Marie-Jeanne de Talleyrand-Perigord, che si ritirò per motivi di salute. Come dame d'atour è stata la responsabile del guardaroba e della cerimonia di vestizione della regina. Secondo quanto riferito, ha tentato di reprimere gli enormi costi del guardaroba della sovrana in quel momento, sia opponendosi all'abitudine dei mercanti di sovraccaricare la regina, sia suggerendo a Maria Antonietta stessa di ridurre le sue spese. Questo non fu ben accolto, ma alla fine riuscì a conquistare la fiducia della regina e ne divenne amica intima.
Secondo Pierre de Nolhac, impiegò un po' di tempo a conquistare la fiducia di Maria Antonietta, poiché mancava in bellezza e d'ingegno di Yolande de Polastron, ma aveva un carattere solido e mancava di ambizioni di vasta portata e alla fine riuscì a convincere Maria Antonietta a ridurre un po' le sue spese quotidiane. Non era ricca ma si sosteneva sul suo stipendio, e si dice che fosse contenta di essere al servizio della regina.

### Rivoluzione
Dopo la marcia delle donne a Versailles, frequentò la corte nel palazzo delle Tuileries dal suo palazzo in Rue de Grenelle, a Parigi. Quando la principessa de Chimay emigrò all'inizio del 1791, fu promossa per succederle come dama d'onore. Il 21 giugno, fu avvertita della fuga per Varennes e lasciò Parigi per la sua tenuta in campagna. Fu interrogata e sospettata di essere implicata nella fuga, ma fu assolta e riportata ai domiciliari.

### Morte
Perse il suo incarico con l'abolizione della monarchia e si ritirò a vita privata. Durante il periodo del terrore di Robespierre, fu arrestata e imprigionata a Oiseaux. Fu accusata di cospirazione per aver nascosto i crimini di cui Maria Antonietta era stata condannata e di essere colpevole per non averla denunciata. Fu chiamata in tribunale il 25 luglio, giudicata colpevole e condannata all'esecuzione dalla ghigliottina il giorno seguente, in conformità con la Legge del 22 pratile. Secondo un prigioniero che non fu condannato a morte, si comportò con coraggio durante il processo.